# Энциклопедия болгарского театра
Энциклопедия болгарского театра (болг. Енциклопедия на българския театър) — однотомная энциклопедия, подготовленная секцией «История и теория театра» при Институте искусств Болгарской академии наук. Первое издание вышло в 2005 году, в 2008 году издано второе переработанное и дополненное издание, которое содержит 530 страниц.
Энциклопедия печаталась в книгоиздательском доме «Труд», принадлежащем Медиа-группе «Болгария».
Энциклопедия содержит более 2000 статей, затрагивающее следующие темы:
- Биографии актеров, режиссеров, сценографов, драматургов, хореографов, театральных композиторов, театроведов, театральных критиков, пластиков и плакатистов, педагогов и театральных деятелей;
- Статьи о театрах, объединениях, союзах и фондах, педагогических коллективах, национальных театральных форумах.

## Авторский коллектив
Авторы энциклопедии: Ала Матева, Александър Диков, Анелия Янева, Атанас Бояджиев, Барбара Олшевска, Богдана Костуркова, Васил Стефанов, Вера Динова-Русева, Весела Ножарова, Веселина Гюлева, Виолета Дечева, Елена Владова, Емил Кьостебеков, Иван Гърчев, Иван Русев, Йоана Спасова, Камелия Николова, Красимира Филипова, Кремена Бабачева, Кристина Тошева, Крум Гергицов, Любомир Владков, Маня Иванова, Невяна Инджева, Николай Йорданов, Ребека Арсениева, Ромео Попилиев, Румяна Константинова, Светла Бенева, Светлана Байчинска, Стефан Танев и Стефка Попиванова.
В редакционную коллегию входят: Кристина Тошева, Васил Стефанов, Светлана Байчинска и Светла Бенева.